# Jill Hetherington
Gilliam Hetherington (ur. 27 października 1964 w Brampton) – kanadyjska tenisistka.
W czasie zawodowej kariery zdołała osiągnąć szóste miejsce w rankingu deblistek (27 marca 1989) oraz 64 w klasyfikacji singlistek (rok 1988).
Jill wygrała jeden turniej w rywalizacji singlowej oraz czternaście w grze podwójnej, głównie u boku Patty Fendick.
Brała udział w letnich igrzyskach olimpijskich w Seulu (1988) i Atlancie (1996). W Seulu osiągnęła 2 rundę singla i ćwierćfinał w deblu, natomiast w Atlancie startowała wyłącznie w deblu ponownie dochodząc do ćwierćfinału. Występowała w Pucharze Federacji.

## Wygrane turnieje
singel
- 1988 Wellington

debel (z Patty Fendick, o ile nie zaznaczono inaczej)
- 1984 Rio de Janeiro (z Helene Pelletier)
- 1988 Auckland, Wellington, San Diego, Los Angeles, San Juan
- 1989 Auckland, Oackland, Tokio (z Elizabeth Smylie)
- 1990 Singapur (z Jo Durie)
- 1991 Houston i San Diego (z Kathy Rinaldi)
- 1995 Auckland (z Elną Reinach), Pattaya (z Kristine Kunce)